# Rue du Pied-de-Bœuf
La rue du Pied-de-Bœuf est une ancienne voie de Paris qui était située dans l'ancien 7e arrondissement et qui a disparu lors de la création de la place du Châtelet en 1802.

## Situation
La rue du Pied-de-Bœuf, qui était située dans l'ancien 7e arrondissement, quartier des Arcis, commençait rue de la Tuerie et finissait rue de la Joaillerie et place du Châtelet.

## Origine du nom
Cette rue tiendrait son nom d'une enseigne.

## Historique
Citée dans Le Dit des rues de Paris de Guillot de Paris sous le nom de « rue de la Triperie », elle devint plus tard la « rue des Bouticles », puis la « rue de l'Araigne ». La rue est mentionnée sous le nom de « rue du Pied-de-Bœuf » dans un titre en 1437 et est citée dans un manuscrit de l'abbaye Sainte-Geneviève qui parut aux environs de 1450.
Elle est citée sous le nom de « rue de la Vallée du pied » dans un manuscrit de 1636. 
Dans l'ouvrage Supplément du théâtre italien, Arlequin donne au vieillard l'étymologie de la rue du Pied-de-Bœuf ainsi :
« C'est où fut acheté le Pied de Bœuf, que Jean Tison donna à la Princesse pour sa Fête. »
En 1702, la rue, qui fait partie du quartier de Saint-Jacques-de-la-Boucherie, comporte 15 maisons et 3 lanternes.
Une partie de la rue a disparu partiellement vers 1802 puis totalement lors de la création de la place du Châtelet. À cette époque, elle était fermée par une grille à ses extrémités.